# 汉斯-约阿希姆·汉内曼
汉斯-约阿希姆·汉内曼（德語：Hans-Joachim Hannemann，1915年4月5日—1989年3月6日），德国男子赛艇运动员。他曾代表德国参加1936年夏季奥林匹克运动会赛艇比赛，获得男子八人单桨有舵手铜牌。